# Hermann Schmälzger
Hermann Schmälzger (* 16. Januar 1893 in Brechten; † 24. September 1955 in Lünen) war ein deutscher Politiker (SPD). Von 1947 bis 1950 war er Mitglied des nordrhein-westfälischen Landtags. Von 1952 bis zu seinem Tod war er Oberbürgermeister der Stadt Lünen.

## Leben und Beruf
Nach dem Volksschulabschluss besuchte Schmälzger Lehrgänge im Handwerk, die er mit der Gesellenprüfung abschloss. Er arbeitete seit 1918 als Bergmann und übte später gewerkschaftliche und genossenschaftliche Tätigkeiten aus. Er amtierte vom 21. November 1952 bis zu seinem Tode als Oberbürgermeister der Stadt Lünen.

## Politik
Schmälzger trat 1920 in die SPD ein und übernahm seit 1924 verschiedene Funktionen innerhalb der Partei. Bis 1933 sowie erneut ab 1945 war er Ortsgruppenleiter der Sozialdemokraten. Nach dem Zweiten Weltkrieg war Schmälzger zunächst Ernannter Stadtverordneter in Lünen, bis er im Oktober 1946 in die Stadtverordnetenversammlung gewählt wurde. Von 1947 bis 1950 war er Mitglied des ersten frei gewählten Nordrhein-Westfälischen Landtages. Im Parlament vertrat er den Wahlkreis Dortmund IV – Lünen.

## Ehrungen
- Hermann-Schmälzger-Straße in Lünen-Brambauer